# Habitatge plurifamiliar al carrer Blasco de Garay, 14 (Barcelona)
L'Habitatge plurifamiliar al carrer Blasco de Garay, 14 és una obra de Barcelona protegida com a Bé Cultural d'Interès Local.

## Descripció

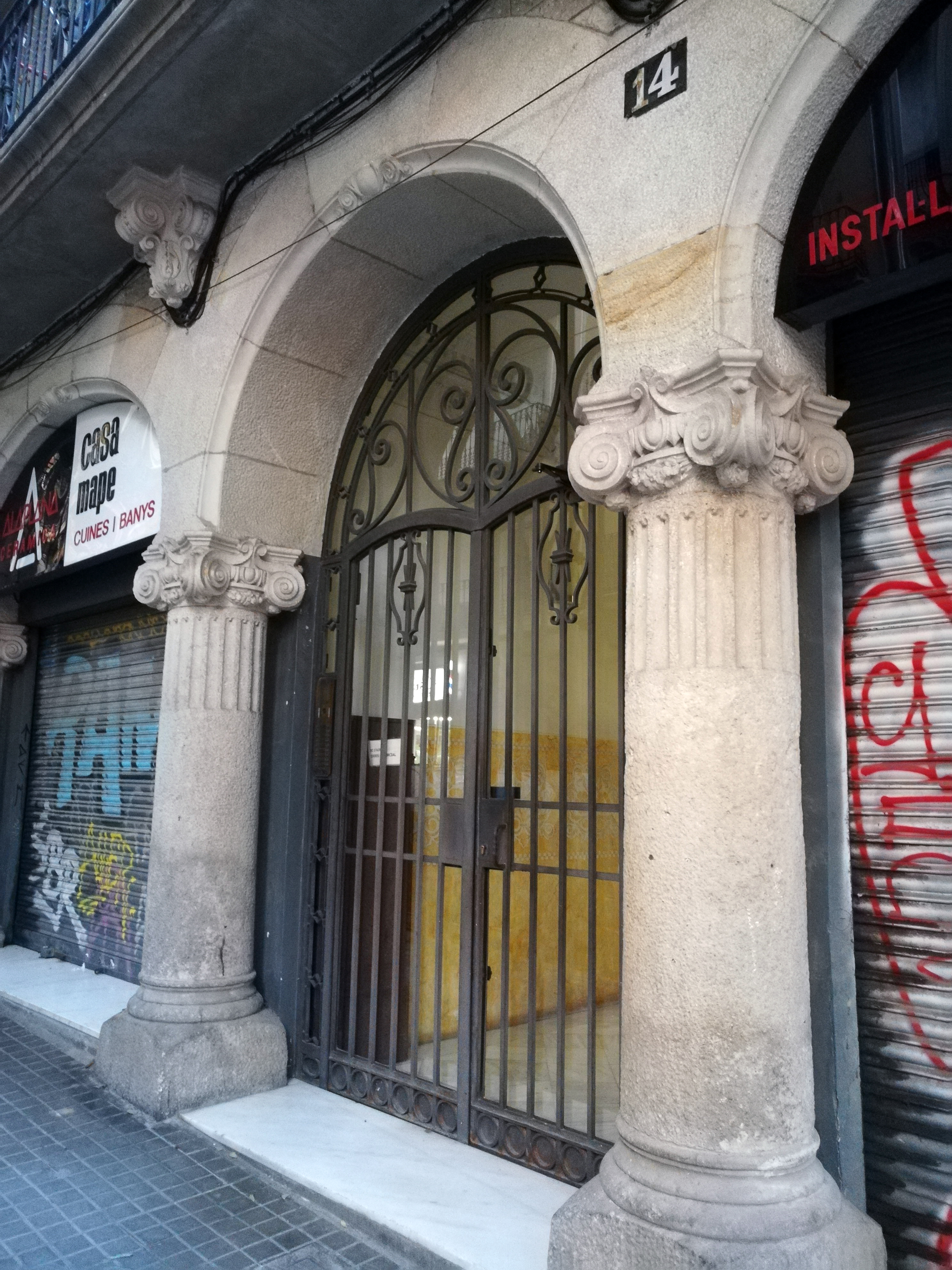
Portal

Aquest edifici es troba al carrer Blasco de Garay, al Poble Sec. És entre mitgeres i consta de planta baixa, cinc pisos i terrat. A la planta baixa s'obren cinc arcades, tres més estretes d'arc de mig punt combinades amb dos més amples d'arc rebaixat. Aquestes es recolzen el columnes jòniques que només tenen el fus estriat a la part superior. Als carcanyols dels extrems hi ha dos relleus de medallons amb bustos d'homes d'inspiració medieval. Als pisos superiors s'obren quatre portes allindades per planta. A la primer planta hi ha un balcó corregut amb barana de ferro forjat i la llosana recolzada sobre mènsules. Al segon i tercer pis hi ha dos balcons per planta que ocupen dues portes i als dos pisos superiors torna a haver balcons correguts; tots ells tenen les mateixes característiques que el de la primer planta. Corona la façana una cornisa pintada amb sanefes de colors, on es recolza el ràfec d'una falsa teulada.
El vestíbul està decorat amb esgrafiats de temes naturals, pilastres jòniques i frisos decorats amb garlandes.